# Venuše v kožichu
Venuše v kožichu (původní francouzský název La Vénus à la fourrure) je francouzský dramatický film, jehož režisérem byl Roman Polanski. Premiéru měl 25. května 2013 na filmovém festivalu v Cannes. V hlavních rolích se ve filmu představili Emmanuelle Seignerová a Mathieu Amalric.
Film získal Césara za nejlepší režii. Rovněž zde byl neúspěšně nominován v kategoriích nejlepší film, nejlepší herec, nejlepší herečka, nejlepší adaptace, nejlepší zvuk a nejlepší hudba.